# Monk in Tokyo
| Recensione | Giudizio |
| ---------- | -------- |
| AllMusic   |          |

Monk in Tokyo è un album di Thelonious Monk del 1963, il terzo pubblicato per la Columbia Records.
Originariamente distribuito solo in una costosa edizione giapponese, nel 2001 è stato per la prima volta pubblicato su CD negli Stati Uniti. È composto da brani originali di Monk e da standard jazz.

## Tracce

### Disco 1
1. Straight, No Chaser (Thelonious Monk) - 9:46
2. Pannonica (T. Monk) - 7:46
3. Just a Gigolo (I. Caesar, J. Brammer, L. Casucci) - 2:30
4. Evidence (Justice) (T. Monk) - 7:55
5. Jackie-ing (T. Monk) - 5:07
6. Bemsha Swing (D. Best) - 4:25
7. Epistrophy (K. Clarke) - 1:10

### Disco 2
1. I'm Getting Sentimental Over You (G. Bassman, N. Washington) - 9:28
2. Hackensack (T. Monk) - 11:03
3. Blue Monk (T. Monk) - 13:18
4. Epistrophy (K. Clarke) - 8:25

## Formazione
- Thelonious Monk – piano
- Frankie Dunlop – drums
- Butch Warren – bass
- Charlie Rouse – sax